# (7227) 1984 SH6
A (7227) 1984 SH6 a Naprendszer kisbolygóövében található aszteroida. Henri Debehogne fedezte fel 1984. szeptember 22-én.